# هورشم
subdivision_nameهورشمlongitudeهورشمlatitudeهورشم
هورشم (به انگلیسی: Horsham) شهری در منطقهٔ برایتون کشور انگلستان است که این کشور خود بخشی از بریتانیا محسوب می‌شود. این شهر در سال ۱۹۹۱ میلادی ۴۲٫۵۵۲ نفر جمعیت داشته و در سرشماری سال ۲۰۰۱ جمعیت آن به ۴۷٫۸۰۴ نفر رسیده‌است. میزان رشد سالانهٔ جمعیت هورشام ‎۰٫۶۹ درصد می‌باشد و جمعیت این شهر در سال ۲۰۱۲ به ۵۱٫۵۷۸ نفر تغییر یافت.